# Psechrus rani
Espèce
Psechrus rani est une espèce d'araignées aranéomorphes de la famille des Psechridae.

## Distribution
Cette espèce se rencontre en Chine au Guizhou et au Viêt Nam,.

## Description
Le mâle holotype mesure 18,0 mm et la femelle paratype mesure 21,6 mm.

## Étymologie
Cette espèce est nommée en l'honneur de Jing-cheng Ran.

## Publication originale
- Wang & Yin, 2001 : A review of the Chinese Psechridae (Araneae). Journal of Arachnology, vol. 29, p. 330-344 (texte intégral).